# Globuligerinidae
Globuligerinidae es una familia de foraminíferos planctónicos de la superfamilia Rotaliporoidea, del suborden Globigerinina y del orden Globigerinida. Su rango cronoestratigráfico abarca desde el Bathoniense (Jurásico medio) hasta el Hauteriviense (Cretácico inferior).

## Descripción
Globuligerinidae incluía foraminíferos planctónicos con conchas trocoespiraladas, generalmente de trocospira baja; sus cámaras eran globulares y crecían en tamaño de forma rápida; su abertura era interiomarginal, umbilical, con forma de arco alto y bordeada por un labio; presentaban pared calcítica hialina, finamente perforada (tamaño de poro aproximadamente de 0.5 µm), con superficie pustulada.

## Discusión
Clasificaciones posteriores incluyen Globuligerinidae en la superfamilia Favuselloidea, y sus taxones agrupados en la familia Conoglobigerinidae.

## Clasificación
Globuligerinidae incluye a los siguientes géneros:
- Globuligerina †
- Koutsoukosia †
- Tenuigerina †

Otros géneros considerados en Globuligerinidae son:
- Caucasella, sustituido por Lacroixella y aceptado como Globuligerina
- Conoglobigerina †, también considerado en familia Conoglobigerinidae
- Hauslerina †, también considerado en familia Conoglobigerinidae
- Lacroixella, aceptado como Globuligerina
- Polskanella, aceptado como Globuligerina